# Monocida
Monocida es un género de escarabajos  de la familia Chrysomelidae. En 1899 Jacoby describió el género. Contiene las siguientes especies:
- Monocida humeralis Laboissiere, 1939
- Monocida impressifrons Laboissiere, 1939
- Monocida inornata Jacoby, 1900
- Monocida keilingi Laboissiere, 1939
- Monocida sudanica Laboissiere, 1939
- Monocida suturata Jacoby, 1899
- Monocida thoracica Jacoby, 1903